# Thác Bạt Cật Phần
Thác Bạt Cật Phần (giản thể: 拓跋诘汾; phồn thể: 拓跋詰汾) là một lãnh tụ Sách Đầu bộ Tiên Ti, ông được triều đình Bắc Ngụy truy tôn là thủy tổ thứ 14.
Thác Bạt Cật Phần là con của Thác Bạt Lân (拓跋鄰). Ngụy thư - Tự kỷ viết rằng vào thời Thác Bạt Lân tại vị, có thần dân khuyến nghị di dời bộ lạc, Thác Bạt Lân khi đó đã có tuổi, truyền vị cho Cật Phần, Cật Phần nhận ngôi.
Ngụy thư ghi chép quá trình thiên di với màu sắc thần thoại, đầu tiên họ phải đối mặt với "sơn cốc cao thâm, cửu nan bát trở", bộ chúng ban đầu định dừng lại. Tuy nhiên "xuất hiện thú thần, hình giống con ngựa, tiếng kêu giống như trâu, đi trước dẫn đường, qua một năm mới thoát ra được". Cuối cùng, Sách Đầu bộ thiên di đến đất cũ của tộc Hung Nô.
Sau đó, có một lần khi Cật Phần dẫn theo vài vạn người đi săn, thấy một mĩ nữ từ trên trời xuống, nói với Cật Phần: "Ta là thiên nữ, thụ mệnh thành đôi với người", rồi họ ngủ với nhau. Về sau, thiên nữ cáo biệt, một năm sau thiên nữ sinh một bé nam và trao cho Cật Phần. Bé nam này chính là Thác Bạt Lực Vi. Sau khi Cật Phần qua đời, Lực Vi kế tập lãnh đạo bộ chúng. Sau khi Thác Bạt Khuê xưng đế, đã truy tôn thụy hiệu cho Cật Phần là "Thánh Vũ hoàng đế"
Ngoài Thác Bạt Lực Vi ra, Cật Phần còn có con cả Thốc Phát Thất Cô (禿髮匹孤). Thốc Phát (Tūfǎ) và Thác Bạt (Tuòbá) vốn cùng âm song được dịch theo lối khác nhau. Thất Cô là tổ tiên của Thốc Phát Lợi Lộc Cô - vị vua khai quốc của nước Nam Lương thời Ngũ Hồ thập lục quốc.